# Piotr Szut
Piotr Szut är en figur i berättelserna om journalisten Tintin av Hergé.
Han dyker för första gången upp i Koks i lasten som en stridspilot av estniskt ursprung som försöker döda Tintin och hans vän Kapten Haddock. Han går senare i samma seriehäfte över till Tintins sida. Den andra och sista gången man får se honom är i Plan 714 till Sydney där han har en mer central roll. Då som pilot för det plan som skall föra miljardären Laszlo Carreidas till Sydney. Man kan tycka att det är högst märkligt att Szut lyckats förnya sitt flygcertifikat (Plan 714 till Sydney) då han troligtvis har en synskada, han är antagligen enögd, då han alltid har en svart lapp över ögat. Piotr Szut tycks också ha kunskap i elektronik, han gör ett försök att laga den sönderslagna radion ombord på lastfartyget i Koks i lasten.
Szuts namn är en ordlek på franska, som ungefär betyder "jävlar" (zut). Kapten Haddock blir först upprörd över det till synes oartiga bemötandet när Szut presenterar sig. Men Haddock sansar sig sedan han inser att Szut verkligen heter så. I den svenska utgåvan har dock Szut fått behålla sitt namn, vilket gör kapten Haddocks upprördhet obegriplig. På andra språk däremot är hans namn översatta till passande ordlekar, som exempelvis i de engelskspråkiga utgåvorna, där han heter Skut. Det ska tolkas som "scoot", vilket ungefär betyder "stick!". I finskan heter han Pahk ("pah!"="bah!"). Vidare kan det nämnas att Szut inte ens är ett riktigt estniskt efternamn, och inte heller förnamnet Piotr. Korrekt estnisk stavning av namnet skulle vara Peeter Sütt. Det framgår också att han dansar kosackdans, vilket estländare inte gärna gör.